# دوایتین دی-۵۰۰
دوایتین دی-۵۰۰ (به انگلیسی: Dewoitine_D.500) یک هواگرد ملخ‌پیشین تک‌موتوره از نوع هواپیمای جنگنده ساخت شرکت دوایتین است. هواگرد دوایتین دی-۵۰۰ نخستین پروازش را در ۱۸ ژوئن ۱۹۳۲ میلادی انجام داد. این هواگرد در سال ژوئیه ۱۹۳۵ میلادی رسماً معرفی گردید. در مجموع، تعداد ۳۸۱ فروند از این هواگرد ساخته شده‌است.
طراح این هواگرد، امیل دوواتین بود.